# Sanderella
Sanderella Kuntze è un genere di orchidacee della tribù Cymbidieae, diffuso in Sud America.
Il nome del genere è un omaggio al botanico tedesco Henry Frederick Conrad Sander (1847 – 1920).

## Tassonomia
Comprende le seguenti specie:
- Sanderella discolor (Barb.Rodr.) Cogn.
- Sanderella riograndensis Dutra